# Die Kakerlake
Die Kakerlake (englisch: The Cockroach) ist ein novellistischer Roman des britischen Schriftstellers Ian McEwan, der sich auf satirische Weise mit der populistischen Politik Großbritanniens und dem Brexit beschäftigt. Er wurde 2019 vom britischen Verlag Jonathan Cape herausgebracht, die Übersetzung von Bernhard Robben erschien im Diogenes Verlag.

## Inhalt
Eine Reihe hochintelligenter Insekten übernimmt die Gestalten vieler britischer Spitzenpolitiker, darunter der Premierminister Jim Sams, der von der titelgebenden Kakerlake gesteuert wird. Das Land befindet sich zu diesem Zeitpunkt in einer prekären politischen Lage: eine nationalistische, teils militante Bewegung hat sich in der Bevölkerung verbreitet, durch eine Umkehrung der Marktwirtschaft neuen nationalen Reichtum zu gewinnen. Dieser „Reversalismus“ solle die Bürger für getätigte Einkäufe entlohnen und sie für die verrichtete Arbeit bezahlen; gegen das Horten von größeren Mengen Geld würde der Staat mit Gewalt vorgehen. Dieses von Experten als zutiefst schädlich bewertete Projekt wurde in einem Referendum mehrheitlich gewünscht, was das unentschiedene Kabinett um Premier Sams in eine tiefe Krise stürzte.
Die nun mächtigen Insekten setzen es sich zum Ziel, den Reversalismus sofort und kompromisslos durchzusetzen. In diesem Sinne feuert Jim Sams seinen menschlichen Berater und führt eine Schmierkampagne gegen den menschlichen Außenminister Benedict St John aus. Einen tödlichen Fischerunfall vor der französischen Küste instrumentalisiert er schamlos für Großbritannien, während er sich an den rechtspopulistischen Präsident Tupper der USA herantastet und von ihm auf Twitter öffentlich Zuspruch bekommt. Der vollständige Weg zum Reversalismus wird schließlich von seinen Abgeordneten im House of Commons beschlossen und tritt in Kraft, was bei jeglichen internationalen Partnern für Verwirrung und Frust sorgt. Auf die Frage der deutschen Kanzlerin, wieso er so verbissen auf dieses Projekt sei, antwortet er zunächst schlicht: „weil“.
Nach dem Suizid des fälschlich diffamierten Ex-Ministers St John haben die Insekten ihr endgültiges Ziel erreicht und halten eine Kabinettssitzung „auf Pheromon“ ab. Bei ihrem Weg aus dem Regierungssitz wird Sams’ Kollege Trevor Gott, nun wieder in seiner ursprünglichen Form, von einem Müllwagen überfahren. Die anderen Insekten transportieren ihn über die Straße, wobei jeder eines seiner sechs Beine trägt.

## Hintergründe

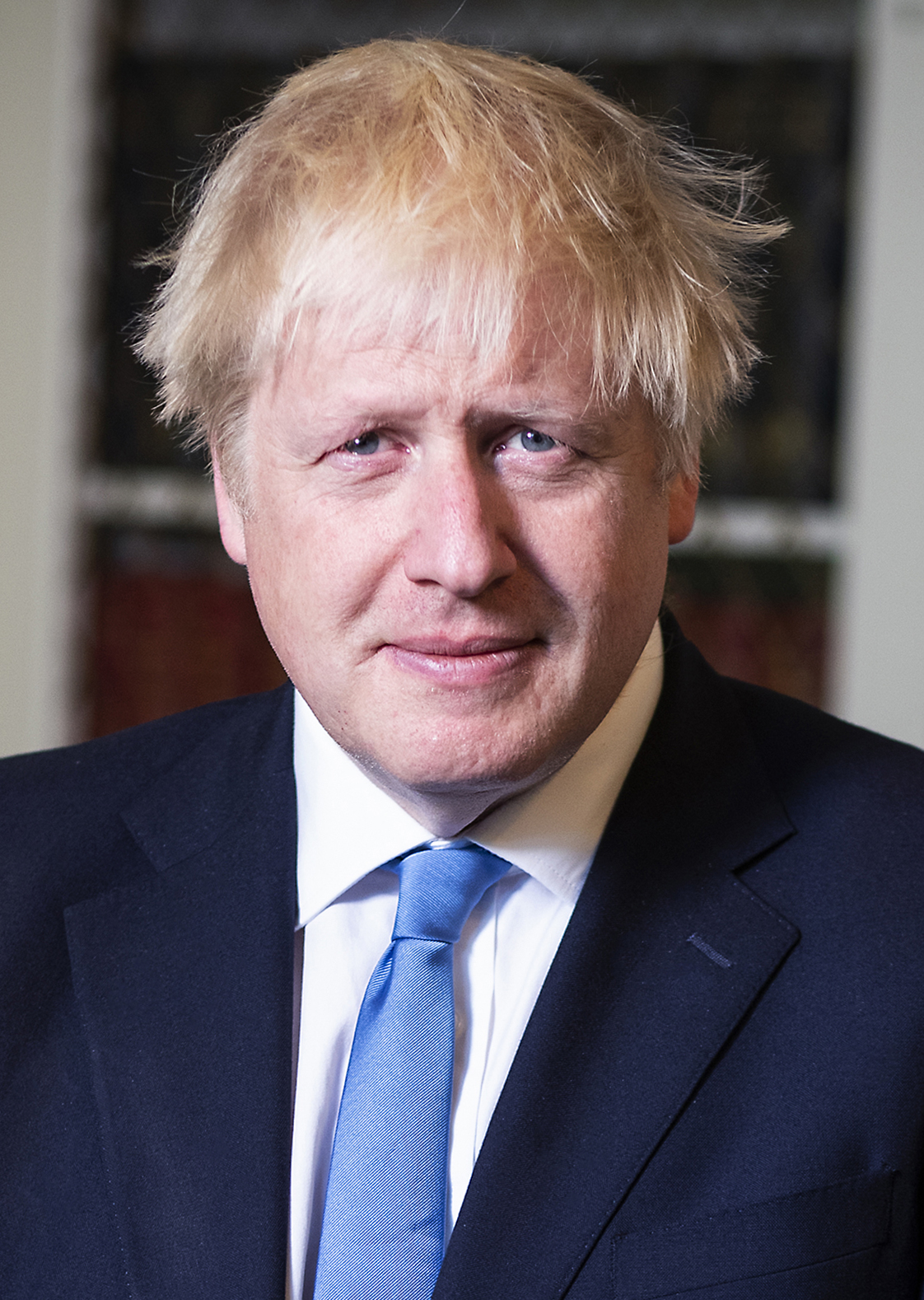
Bei dem Roman handelt es sich um eine Persiflage auf britische Politiker wie Boris Johnson, damaliger Premierminister des Landes

Wie McEwan in einem 2020 erschienenen Vorwort erklärt, handelt es sich bei Die Kakerlake um eine überspitzte Darstellung des Brexit-Referendums und der politischen Reaktionen darauf unter den Premierministern Theresa May und Boris Johnson. US-Präsident Tupper ist eine Satire auf Donald Trump, insbesondere dessen berüchtigte Benutzung von Twitter.
Auch sei der Roman eine Hommage an Franz Kafkas Die Verwandlung, wie die allgemeine Prämisse, der Name „Sams“ (in Anlehnung an Gregor Samsa) und der erste Satz des Buches andeuten. Insgesamt habe er jedoch eher versucht, den Ton und die Wirkung der englischen Politsatire A Modest Proposal einzufangen.
Das Buch ist Timothy Garton Ash, einem Freund McEwans, gewidmet.

## Rezeption
Die absurdistische Umsetzung des Konzepts wurde größtenteils gelobt, unter anderem von Finton O’Toole im Guardian. Er schreibt, der Roman biete „eine gewisse kathartische Befreiung von der bedrückenden Farce“, in die sich der Brexit entwickelt habe. Eine Kritik von Johannes Kaiser in Deutschlandfunk stimmt dem zu und nennt Die Kakerlake zudem einen „leichtfüßigen, kleinen Spaß“.
Als negativ angemerkt werden hingegen die relativ simplen und mondänen Themen, wie die sarkastischen Kommentare über Twitter, sowie der fehlende realistische, „forensische“ Blick auf die Sachlage.

## Ausgaben
- The Cockroach, Jonathan Cape, London 2019, ISBN 1-5291-1292-3.
  - Die Kakerlake, übersetzt von Bernhard Robben, Diogenes, Zürich 2019, ISBN 978-3-257-07132-0.